# Ares Galaxy
Ares Galaxy (popularment conegut com a Ares P2P o simplement Ares) és un programari de tipus P2P d'aspecte i funcionalitat similar als de KaZaA, però muntat sobre una xarxa P2P diferent, amb protocol propi i homònim.

## Orígens i història
En els seus inicis Ares Galaxy fou creat per treballar sota la xarxa Gnutella, però sis mesos després de llur creació, en el 2002, optà per començar a desenvolupar la seva pròpia xarxa descentralitzada (basada en la de Gnutella).
En aquell temps, l'Ares era un client freeware que contenia adware, amb la possibilitat d'escollir en la seva instal·lació acceptar-lo o no, però els seus desenvolupadors, temps més tard, quan van veure que era una pràctica poc honesta van retirar l'adware de tots els seus paquets d'instal·lació.
El programa tingué una gran acceptació entre tots els usuaris principalment per la rapidesa i flexibilitat del protocol (que oferia rapidesa de connexió, multi cerques, cues d'espera remotes molt curtes, gran velocitat de descàrrega, etc.), la possibilitat de creació de sales de xat, facilitat d'ús, entre moltes altres coses. Així va ser que a causa dels avantatges d'aquest programa i a la pèrdua de popularitat del KaZaA, el petit projecte descentralitzat passà de ser una xarxa experimental amb menys de 10.000 usuaris a transformar-se en una xarxa de gran multitud fins a quasi arribar al milió d'usuaris durant l'any 2005.
La xarxa d'Ares Galaxy creixia a un ritme accelerat, però el client per accedir a ella no ho feia a la una, ja que els creadors treien versions de l'Ares amb una lentitud de fins a una versió per any, i cada versió no sempre tenia molta diferència respecte a l'anterior, o sigui que només es realitzaven arranjaments menors entre versió i versió.
A causa de la lentitud en el desenvolupament del client Ares començaren a sorgir altres clients P2P alternatius per accedir a la mateixa xarxa com el Warez P2P.
En la segona meitat de l'any 2005, els creadors i desenvolupadors de l'Ares, van adonar-se de la popularitat el seu projecte i que no arribaven a donar l'abast en el manteniment del hosting ni en el desenvolupament del projecte, i possiblement el temor d'alguna demanda judicial, ja que era l'època en què atacaven als creadors de P2P (tancament de l'empresa eDonkey), van decidir canviar la llicència freeware del seu programari per una llicència lliure, i d'aquesta manera, transformar-lo en un programari lliure sota la llicència GPL. Des d'aquell moment el projecte Ares Galaxy es trobava en el lloc SourceForge.net que ofereix hosting gratuït i altres opcions que permeten el fàcil seguiment del desenvolupament d'un programari lliure.

## Característiques
- Ve en dues versions: Ares Regular i Ares Lite.

Aquesta última al semblar, que sempre tingué menor periodicitat d'actualització que la Regular, ara per raons desconegudes se li deixà de donar suport per temps indefinit i encara roman en la versió 1.8.1. L'enllaç de descàrrega d'aquesta versió Lite es tragué de la pàgina oficial d'Ares Galaxy, però es troba en la de SourceForge.
- Fàcil ús: Equipat amb una interfície senzilla i lleugera, menús grans i ben distribuïts entre altres coses, fa fàcil el seu ús fins i tot per als usuaris més inexperts, siguen aquesta una de les raons per la que ha guanyat tanta popularitat i acceptació per part dels usuaris.

- Previsualització de fitxers multimèdia: L'Ares permet fer una previsualització prèvia dels fitxers multimèdia com àudio, imatges o vídeo, encara sense haver-lo descarregat completament.

- Breus cues d'espera: El seu flexible algorisme, té com prioritat posicionar en primer lloc d'una cua remota d'espera als usuaris que tenen menys percentatge descarregat, el que fa possible que les cues remotes siguin molt breus per aquells usuaris que inicien una descàrrega. El que en contraprestació, en els fitxers de gran mida, fa que la velocitat de descàrrega es faci cada vegada més lenta a mesura que s'avança en la descàrrega, produint que la finalització d'aquesta no es produeixi ràpidament.

- El xat: Una de les característiques més típiques de l'Ares, és la capacitat per crear sales de xat descentralitzades amb la finalitat de servir com a punt de trobada entre diverses persones que comparteixen els mateixos gustos o simplement per conèixer a més persones que comparteixen la mateixa nacionalitat, sense mencionar que alguns usuaris permeten l'exploració de la seva llibreria de fitxers compartits (aquells que es descarreguen i comparteixen).

- Suport natiu del protocol BitTorrent: A partir de la versió 1.9.4 (de l'Ares Regular), lAres suporta el protocol BitTorrent. Aquest suport permet gestionar i descarregar per defecte, fitxers .torrent permetent a l'Ares interaccionar com un client BitTorrent i obtenir contingut mitjançant aquest protocol.

- Navegador: l'Ares conté (a les versions anteriors a la 2.0) un navegador basat en Trident, el motor de renderitzat de la Internet Explorer. A més permet navegar tant per contingut web com pel mateix contingut de l'ordinador.

- Llibreria: Aquesta opció és molt habitual en tot el tipus de programari P2P, és essencialment una secció on es comparteixen i organitzen fitxers compartits (siguin descarregats o afegits manualment a la Llibreria per compartir-los). Conté dos tipus de vistes: la normal i l'estesa; en l'estesa els fitxers compartits es divideixen en diferents categories, i l'estesa mostra els directoris compartits tal qual estan organitzats per l'usuari. D'igual manera, es poden afegir determinats fitxers dins del reproductor multimèdia, exportar el hashlink i el Magnet URI dels fitxers, esborrar o cercar més del contingut seleccionat. A més, també permet compartir o restringir qualsevol fitxer desitjat.

- Descàrrega des de múltiples fonts: Aquesta característica és molt comuna en tota classe de clients i xarxes P2P, l'Ares també maneja aquesta mateixa característica, la qual s'utilitza principalment per evitar cues remotes d'espera, ja que literalment el que es fa és descarregar trossos del mateix fitxer que es troba descarregant de diferents usuaris amb el mateix fitxer a la vegada; això vol dir que si a l'usuari a qui se li està descarregant un fitxer està ocupat, n'hi ha més d'un que el recolzarà permetent a l'usuari no només reprendre la seva descàrrega, sinó també descarregar amb major velocitat, ja que està obtenint el fitxer de diverses fonts simultàniament. També l'Ares incorpora la descàrrega d'un fitxer, des de diferents parts dins d'aquest, de forma no ordenada.

- Sistema DHT per al maneig de fonts

- Xat privat entre dos usuaris: Amb aquesta opció, dos usuaris de l'Ares es poden comunicar entre si per mitjà d'un missatger instantani el qual no necessita la connexió a les sales públiques de xat, sinó que es pot xatejar privadament a soles amb aquelles persones sense ningú més, sempre que es tingui activada l'opció d'acceptar missatges instantanis privats (que per defecte ja està activada). També és possible configurar una resposta automàtica als missatges instantanis privats per quan s'està absent.

- Múltiples cerques: A partir de la versió 1.8.8 és possible realitzar diverses cerques de fitxers al mateix temps, des de pestanyes organitzades.

- Transferir darrere un tallafoc (firewall): A partir de la versió 1.9.0, és possible transferir dades per l'Ares (enviar -compartir- o rebre fitxers) encara que s'utilitzi un tallafoc.

- L'Ares és programari lliure: L'Ares és un programari el qual està programat en llenguatge Object Pascal i Compilat en Delphi/Kylix, el seu codi font és obert i està disponible a la pàgina del projecte d'Ares Galaxy en SourceForge.net per a la seva lliure modificació i redistribució.

## Xarxa Ares Galaxy

### Clients
La xarxa d'Ares Galaxy permet la connexió de clients a les xarxes d'intercanvi de l'Ares a través de clients totalment aliens al projecte d'Ares Galaxy. Pel que també existeixen altres clients que també es connecten a la xarxa com el Warez P2P (un clon de l'Ares), el KCeasy (basat en el GiFT), entre d'altres.

### Bots
Igual que en IRC, és possible connectar a les sales de xat de l'Ares, usant altres clients (en la seva majoria casolans) que la seva única funció és connectar amb alguna sala de xat de l'Ares. Es poden utilitzar en conjunt amb alguns bots que no són res més que una espècie de scripts que permeten a l'usuari estendre i automatitzar funcions d'un client 'aquest tipus, per exemple, l'automatització que va des d'una simple salutació amb colors cridaners fins a funcions més sèries de banneig com les d'impedir que certs tipus de noms d'usuari (nicks) accedeixin a una sala de xat, entre moltíssimes altres funcions. En general són utilitzats per un administrador d'una sala de xat d'aquest tipus.
(cal mencionar que l'accés amb un client o bot a determinades sales de xat de l'Ares, depèn totalment del reglament de cada sala, ja que hi ha sales que només permeten connexió des d'un autèntic client de l'Ares o simplement l'ús de bots és restringit als administradors d'una sala)
Alguns exemples d'aquest tipus de programes bots són l'ASAX, l'ARCA++ Client o l'Ares Junior.

### Hash links
L'Ares també suporta "haslinks" identificadors únics de fitxers, és a dir, quan s'utilitza un identificador d'aquest tipus l'Ares cercarà i descarregarà el fitxer específic. Els hashlinks de l'Ares comencen així: arlnk://.
Hi ha alguns llocs web que ofereixen hashlinks per a descarregar fitxers a l'Ares, un d'aquests és l'Ares-Català Arxivat 2012-03-23 a Wayback Machine. que és un portal de recursos gratuïts per a l'Ares en català.
A part, també accepta els enllaços Magnet URI.

### Pluggings
Els usuaris de l'arquitectura P2P giFT poden utilitzar un plugin denominat "giFT-Ares", que serveix per a accedir a la xarxa d'Ares Galaxy. Això és possible perquè Ares-Galaxy i Gnutella utilitzen la mateixa funció hash per a la creació d'un únic identificador de fitxers, i giFT també pot connectar-se amb la xarxa Gnutella utilitzant un altre plugin similar, per tant, els usuaris de giFT que operin amb els dos plugins poden descarregar fitxers d'ambdues xarxes simultàniament.